# Série de championnat de la Ligue américaine de baseball 1986
La Série de championnat de la Ligue américaine de baseball 1986 était la série finale de la Ligue américaine de baseball, dont l'issue a déterminé le représentant de cette ligue à la Série mondiale 1986, la grande finale des Ligues majeures.
Cette série quatre de sept a débuté le mardi 7 octobre 1986 et s'est terminée le mercredi 15 octobre par une victoire des Red Sox de Boston, quatre parties à trois, sur les Angels de la Californie. 

## Déroulement de la série

### Calendrier des rencontres
| Match | Date       | Visiteur                | Hôte                    | Score              |
| ----- | ---------- | ----------------------- | ----------------------- | ------------------ |
| 1     | 7 octobre  | Angels de la Californie | Red Sox de Boston       | 8 - 1              |
| 2     | 8 octobre  | Angels de la Californie | Red Sox de Boston       | 2 - 9              |
| 3     | 10 octobre | Red Sox de Boston       | Angels de la Californie | 3 - 5              |
| 4     | 11 octobre | Red Sox de Boston       | Angels de la Californie | 3 - 4 (11 manches) |
| 5     | 12 octobre | Red Sox de Boston       | Angels de la Californie | 7 - 6 (11 manches) |
| 6     | 14 octobre | Angels de la Californie | Red Sox de Boston       | 4 - 10             |
| 7     | 15 octobre | Angels de la Californie | Red Sox de Boston       | 1 - 8              |

### Match 1
Mardi 7 octobre 1986 au Fenway Park, Boston, Massachusetts.
| Angels de la Californie                                                                                   | 0 | 4 | 1 | 0 | 0 | 0 | 0 | 3 | 0 | 8 | 11 | 0 |
| Red Sox de Boston                                                                                         | 0 | 0 | 0 | 0 | 0 | 1 | 0 | 0 | 0 | 1 | 5  | 1 |
| Lanceurs partants : CAL : Mike Witt BOS : Roger Clemens Vic. : Mike Witt (1-0) Déf. : Roger Clemens (0-1) |   |   |   |   |   |   |   |   |   |   |    |   |

### Match 2
Mercredi 8 octobre 1986 au Fenway Park, Boston, Massachusetts.
| Angels de la Californie | 0 | 0 | 0 | 1 | 1 | 0 | 0 | 0 | 0 | 2 | 11 | 3 |
| Red Sox de Boston | 1 | 1 | 0 | 0 | 1 | 0 | 3 | 3 | X | 9 | 13 | 2 |
| Lanceurs partants : CAL : Kirk McCaskill BOS : Bruce Hurst Vic. : Bruce Hurst (1-0) Déf. : Kirk McCaskill (0-1) HRs : CAL : Wally Joyner (1) BOS : Jim Rice (1) |   |   |   |   |   |   |   |   |   |   |    |   |

### Match 3
Vendredi 10 octobre 1986 au Anaheim Stadium, Anaheim, Californie.
| Red Sox de Boston | 0 | 1 | 0 | 0 | 0 | 0 | 0 | 2 | 0 | 3 | 9 | 1 |
| Angels de la Californie | 0 | 0 | 0 | 0 | 0 | 1 | 3 | 1 | X | 5 | 8 | 0 |
| Lanceurs partants : BOS : Oil Can Boyd CAL : John Candelaria Vic. : John Candelaria (1-0) Déf. : Oil Can Boyd (0-1) Sauv. : Donnie Moore (1) HRs: CAL : Dick Shofield (1), Gary Pettis (1) |   |   |   |   |   |   |   |   |   |   |   |   |

### Match 4
Samedi 11 octobre 1986 au Anaheim Stadium, Anaheim, Californie.
| Red Sox de Boston | 0 | 0 | 0 | 0 | 0 | 1 | 0 | 2 | 0 | 0 | 0 | 3 | 6  | 1 |
| Angels de la Californie | 0 | 0 | 0 | 0 | 0 | 0 | 0 | 0 | 3 | 0 | 1 | 4 | 11 | 2 |
| Lanceurs partants : BOS : Roger Clemens CAL : Don Sutton Vic. : Doug Corbett (1-0) Déf. : Calvin Schiraldi (0-1) HRs: CAL : Doug DeCinces (1) |   |   |   |   |   |   |   |   |   |   |   |   |    |   |

### Match 5
Dimanche 12 octobre 1986 au Anaheim Stadium, Anaheim, Californie.
| Red Sox de Boston | 0 | 2 | 0 | 0 | 0 | 0 | 0 | 0 | 4 | 0 | 1 | 7 | 12 | 0 |
| Angels de la Californie | 0 | 0 | 1 | 0 | 0 | 2 | 2 | 0 | 1 | 0 | 0 | 6 | 13 | 0 |
| Lanceurs partants : BOS : Bruce Hurst CAL : Mike Witt Vic. : Steve Crawford (1-0) Déf. : Donnie Moore (0-1) Sauv. : Calvin Schiraldi (1) HRs : BOS : Rich Gedman (1), Don Baylor (1), Dave Henderson (1) CAL : Bob Boone (1), Bobby Grich (1) |   |   |   |   |   |   |   |   |   |   |   |   |    |   |

### Match 6
Mardi 14 octobre 1986 au Fenway Park, Boston, Massachusetts.
| Angels de la Californie | 2 | 0 | 0 | 0 | 0 | 0 | 1 | 1 | 0 | 4  | 11 | 1 |
| Red Sox de Boston | 2 | 0 | 5 | 0 | 1 | 0 | 2 | 0 | X | 10 | 16 | 1 |
| Lanceurs partants : CAL : Kirk McCaskill BOS : Oil Can Boyd Vic. : Oil Can Boyd (1-1) Déf. : Kirk McCaskill (0-2) HRs : CAL : Brian Downing (1) |   |   |   |   |   |   |   |   |   |    |    |   |

### Match 7
Mercredi 15 octobre 1986 au Fenway Park, Boston, Massachusetts.
| Angels de la Californie | 0 | 0 | 0 | 0 | 0 | 0 | 0 | 1 | 0 | 1 | 6 | 2 |
| Red Sox de Boston | 0 | 3 | 0 | 4 | 0 | 0 | 1 | 0 | X | 8 | 8 | 1 |
| Lanceurs partants : CAL : John Candelaria BOS : Roger Clemens Vic. : Roger Clemens (1-1) Déf. : John Candelaria (1-1) HRs: BOS : Jim Rice (2), Dwight Evans (1) |   |   |   |   |   |   |   |   |   |   |   |   |

## Joueur par excellence
Le joueur de deuxième but des Red Sox de Boston, Marty Barrett, a été nommé joueur par excellence de la Série de championnat de la Ligue américaine en 1986. Dans les 7 parties de ce face-à-face, il a maintenu une moyenne au bâton de ,367 avec 11 coups sûrs et 5 points produits.